# デルファン・アンジョルラス
デルファン・アンジョルラス（フランス語: Delphin Enjolras, 1857年5月13日 - 1945年12月23日）はフランスの画家である。「アカデミック美術」の画家の一人とされる。室内で、ランプの光に照らされる着衣の女性というテーマで描くのを得意とした。

## 略歴
アルデシュ県のククロン(Coucouron)で生まれた。母親を早く亡くした後、家族はランゴーニュに移り、ル・ピュイ＝アン＝ヴレの寄宿学校で学んだ。画家を目指し、パリにでて、工芸学校で水彩画家のガストン・ジェラールに学び、エコール・デ・ボザールで歴史画家のジャン＝レオン・ジェローム、ギュスターヴ＝クロード＝エティエンヌ・クルトワ、パスカル・ダニャン＝ブーベレといった画家に学んだ。
1889年にエコール・デ・ボザールを卒業し、高校の美術教師になることを勧められたたが、画家となることを選んだ。パリで苦しい生活をした後、ル・ピュイ＝アン＝ヴレに戻り、街の周辺の風景画を描いた。風景画を描いていたが、1890年代の終わりから女性の人物画をもっぱら描くようになった。
1890年からサロン・ド・パリに出展を行い、1901年にフランス芸術家協会の会員になった。

## 作品

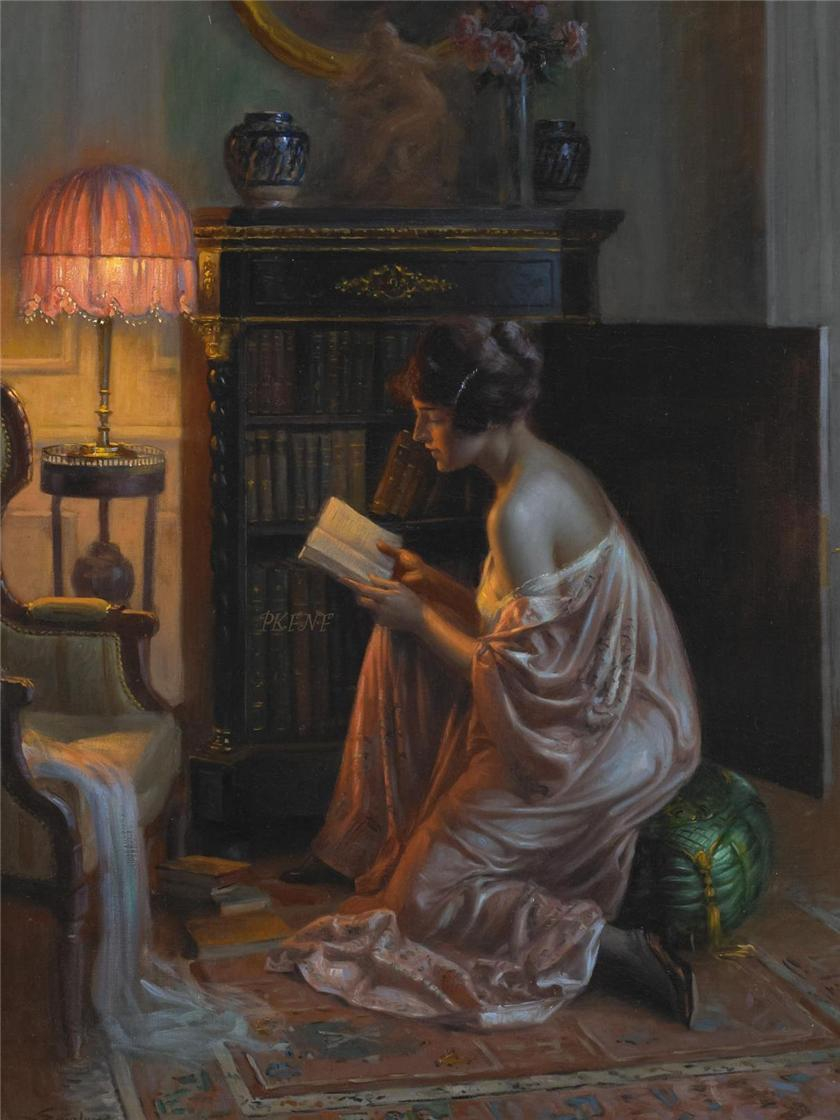
お気に入りの本
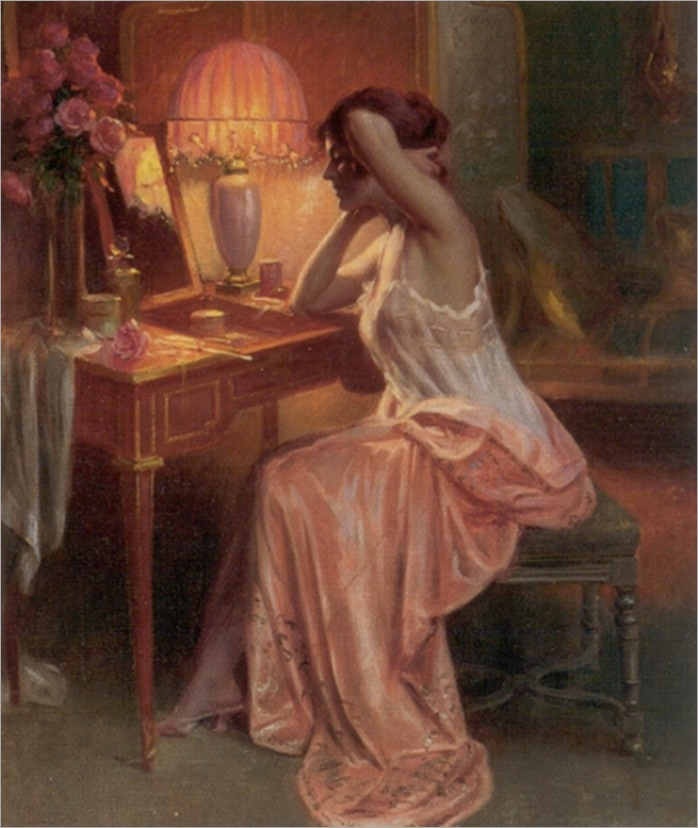
化粧
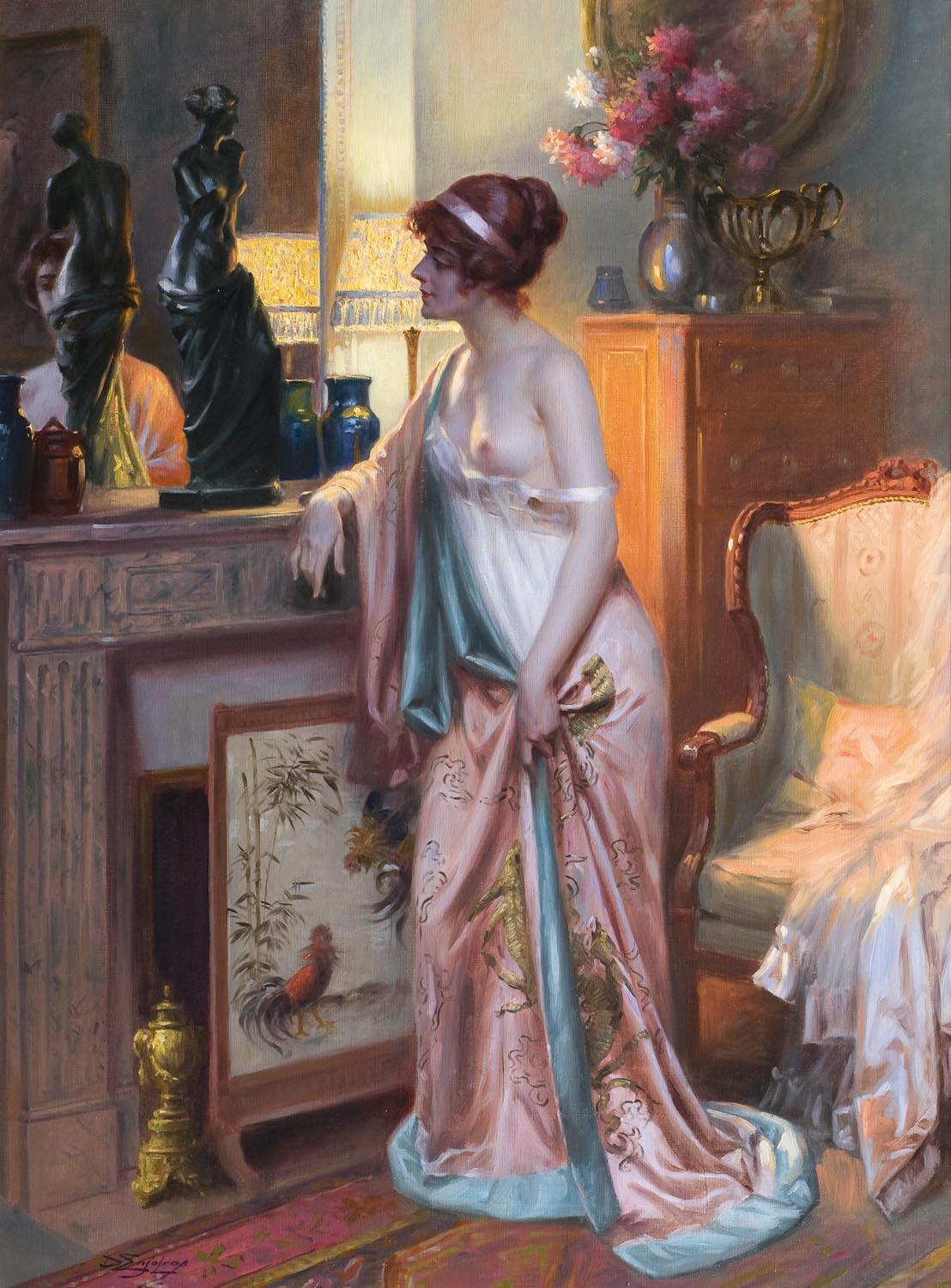
日本の着物
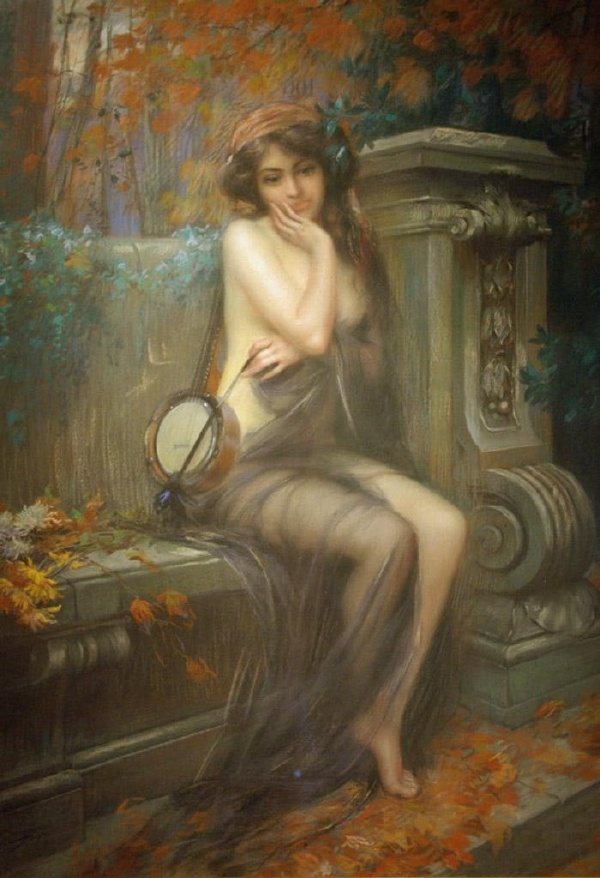
秋の女神

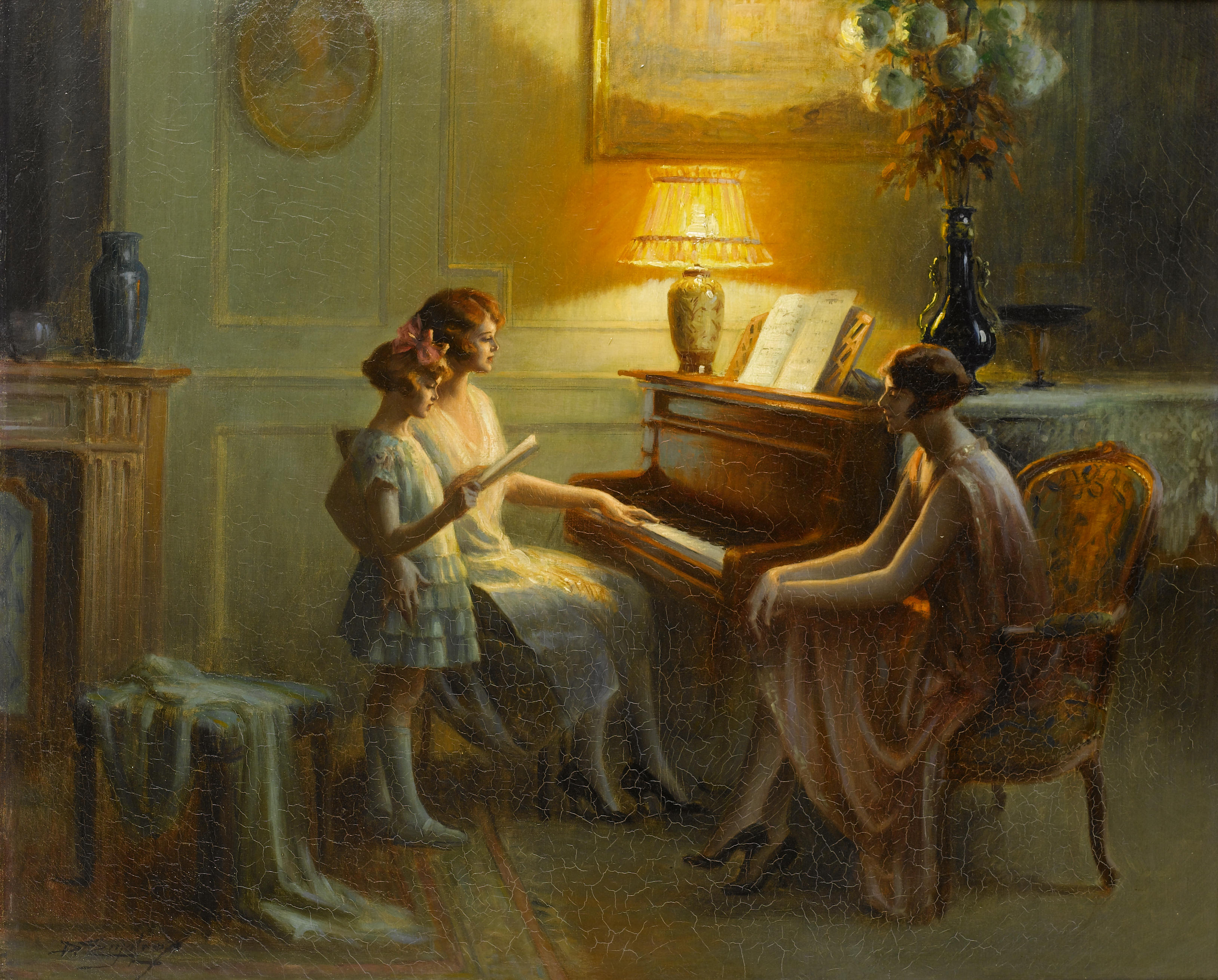
ピアノの傍で
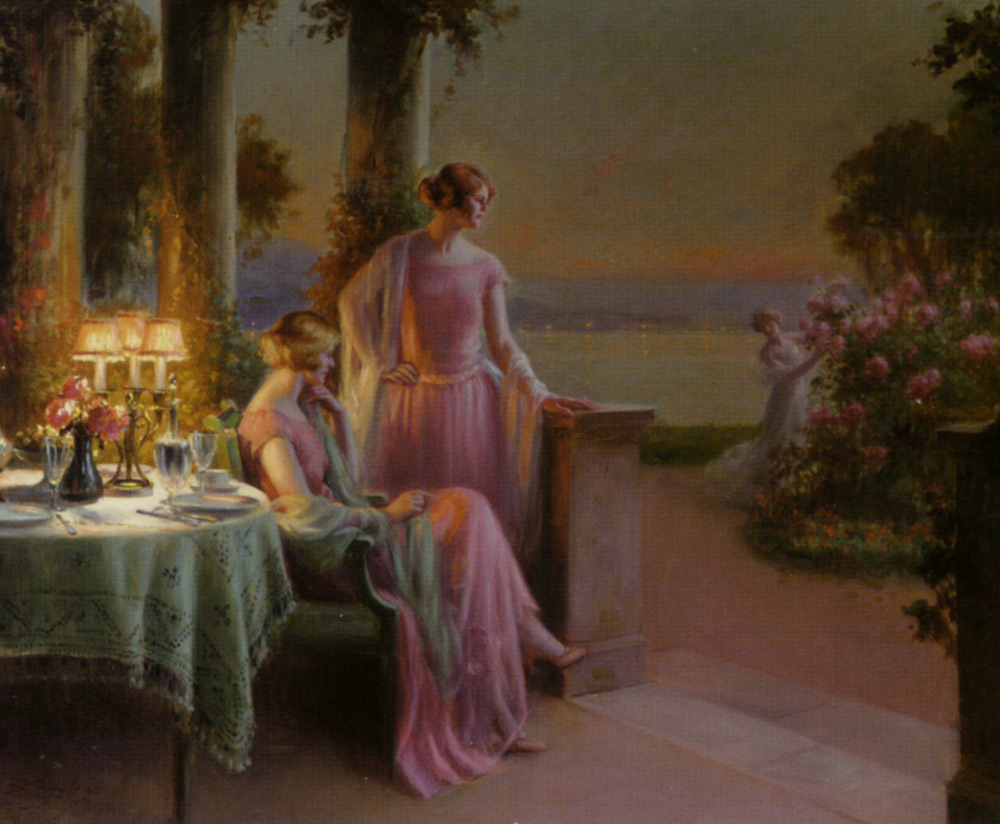
お茶を飲む婦人たち
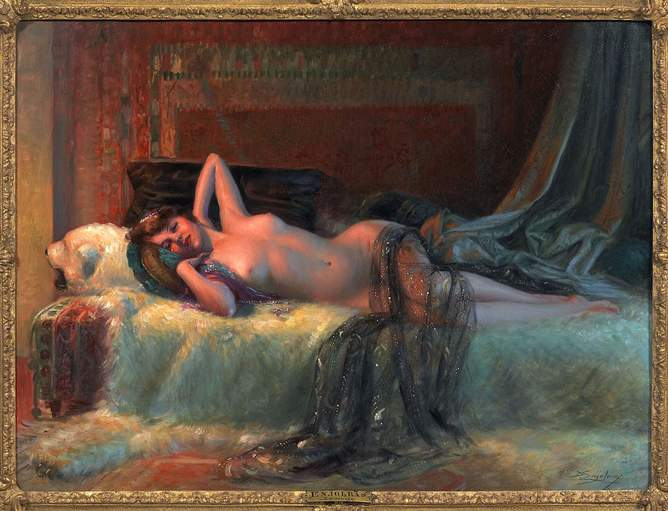
シエスタ